# Liste der Biografien/Tub
Liste der Biografien |
Portal Biografien |
Personensuche
# |
A |
B |
C |
D |
E |
F |
G |
H |
I |
J |
K |
L |
M |
N |
O |
P |
Q |
R |
S |
T |
U |
V |
W |
X |
Y |
Z |
?
 
Ta |
Tc |
Te |
Tf |
Tg |
Th |
Ti |
Tj |
Tk |
Tl |
Tm |
To |
Tq |
Tr |
Ts |
Tu |
Tv |
Tw |
Tx |
Ty |
Tz
 
Tua |
Tub |
Tuc |
Tud |
Tue |
Tuf |
Tug |
Tuh |
Tui |
Tuj |
Tuk |
Tul |
Tum |
Tun |
Tuo |
Tup |
Tuq |
Tur |
Tus |
Tut |
Tuu |
Tuv |
Tuw |
Tux |
Tuy |
Tuz
Die Liste der Biografien führt alle Personen auf, die in der deutschsprachigen Wikipedia einen Artikel haben. Dieses ist eine Teilliste mit 61 Einträgen von Personen, deren Namen mit den Buchstaben „Tub“ beginnt.

## Tub

### Tuba
- Tubach, Jürgen (* 1947), deutscher evangelischer Theologe
- Tubach, Patrick, US-amerikanischer Filmschaffender für Visuelle Effekte
- Tubandt, Carl (1878–1942), deutscher Chemiker und Hochschullehrer
- Tubandt, Wera (1881–1944), deutsche Chemikerin
- Tubau, Eduard (* 1981), spanischer Hockeyspieler
- Tubau, María (1854–1914), spanische Theaterschauspielerin

### Tubb
- Tubb, Carrie (1876–1976), englische Oratorien-, Konzert- und Opernsängerin (Sopran)
- Tubb, E. C. (1919–2010), britischer Science-Fiction-Autor
- Tubb, Ernest (1914–1984), US-amerikanischer Country-Sänger und Wegbereiter der Honky Tonk MusicErnest Tubb (1914–1984)

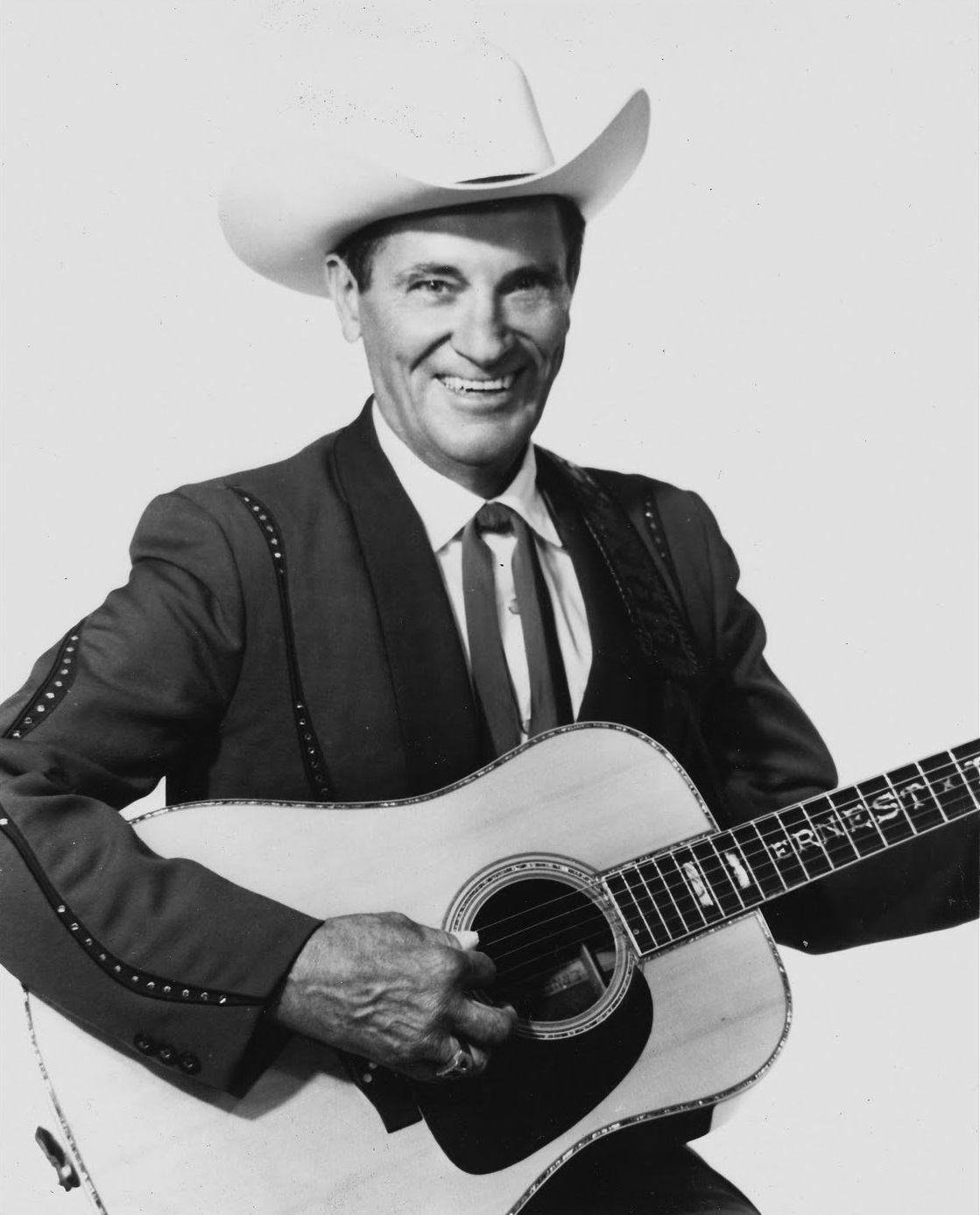
Ernest Tubb (1914–1984)

- Tubb, Jonathan N. (1951–2023), britischer vorderasiatischer Archäologe und Kurator am British Museum
- Tubb, Justin (1935–1998), US-amerikanischer Country-Musiker und Songwriter
- Tubbax, Victor (1882–1974), belgischer Bahnradsportler
- Tübbecke, Paul Wilhelm (1848–1924), deutscher Maler
- Tubbesing, Markus (* 1973), deutscher Architekt, Denkmalpfleger, Architekturhistoriker und Hochschullehrer
- Tubbesing, Sonja (* 1973), deutsche Architektin und Dombaumeisterin des Berliner Doms
- Tubbs Jones, Stephanie (1949–2008), US-amerikanische Juristin und Politikerin
- Tubbs, D. B. (1913–1999), britischer Sachbuchautor und Übersetzer
- Tubbs, Jerry (1935–2012), US-amerikanischer American-Football-Spieler und -Trainer
- Tubbs, Michael (* 1990), US-amerikanischer Politiker, Bürgermeister von Stockton, Kalifornien
- Tubbs, Nate (* 1964), US-amerikanischer Schwergewichtsboxer
- Tubbs, Premik Russell (* 1952), US-amerikanischer Musiker und Musikproduzent
- Tubbs, Tony (* 1958), US-amerikanischer Schwergewichtsboxer

### Tube
- Tube (* 1968), deutscher Lesebühnenautor
- Tübel, Arthur (1880–1957), deutscher Politiker (SPD), Landrat und MdL Bayern
- Tūbelis, Juozas (1882–1939), litauischer Politiker und Premierminister
- Tubello, Alice (* 2001), französische Tennisspielerin
- Tubenthal, Walter (1900–1987), deutscher Landrat
- Tubero, Quintus Aelius, römischer Politiker und Intellektueller
- Tubert, Marcelo (* 1952), argentinisch-amerikanischer Schauspieler
- Tuberville, Tommy (* 1954), US-amerikanischer American-Football-Trainer und PolitikerTommy Tuberville (* 1954)

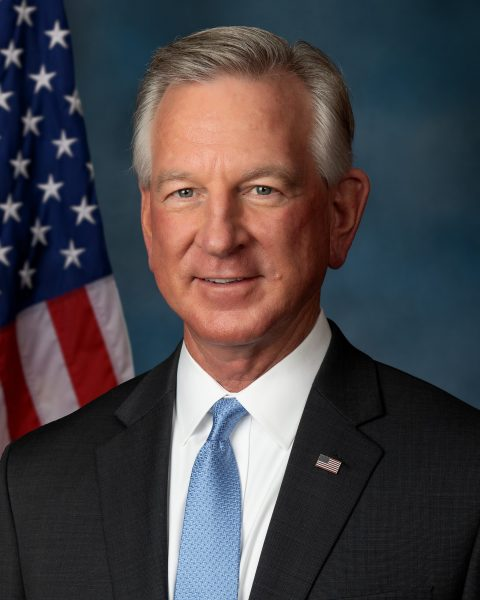
Tommy Tuberville (* 1954)

- Tubet, Dj (* 1982), italienischer Rapper
- Tubeuf, Anton von (1870–1950), bayerischer Oberstleutnant, Ritter des Max-Joseph-Ordens
- Tubeuf, Carl von (1862–1941), deutscher Forstwissenschaftler und Pflanzenpathologe

### Tubi
- Tubiana, Laurence (* 1951), französische Klimaforscherin
- Tubić, Dragan (* 1985), serbischer Handballspieler
- Tubières de Caylus, Charles de (1698–1750), französischer Aristokrat und Marineoffizier
- Tubin, Eduard (1905–1982), estnischer Komponist
- Tübingen, Egon von, Landkomtur zu Bozen und Deutschordensbruder
- Tübingen, Johann Georg von (1594–1667), letzter männlicher Nachkomme der Pfalzgrafen von Tübingen
- Tübinger, Heidi (1936–2021), deutsche Malerin
- Tubingius, Christian († 1563), deutscher Theologe; letzter katholischer Abt des Klosters Blaubeuren
- Tubini, Antonio, Buchdrucker
- Tubino, Armando, uruguayischer Politiker
- Tubino, Giovanni (1900–1989), italienischer Turner
- Tubino, Manuel, uruguayischer Politiker
- Tubiola, Nicole (* 1979), US-amerikanische Schauspielerin
- Tubis, Kęstutis (* 1960), litauischer Politiker (Lietuvos Respublikos liberalų sąjūdis)

### Tubk
- Tübke, Albrecht (* 1971), deutscher Maler und Fotograf
- Tübke, Angelika (* 1935), deutsche Malerin
- Tübke, Werner (1929–2004), deutscher Maler

### Tubl
- Tübler, Irma (1922–1992), deutsche Politikerin (CDU), MdB
- Tubluk, Enes (* 2000), deutsch-türkischer Fußballspieler

### Tubm
- Tubman, Antoinette (1914–2011), liberianische Ehefrau des Politikers William S. Tubman und während dessen Amtszeit als Präsident First Lady (1943–1971)
- Tubman, Harriet († 1913), Fluchthelferin der Underground RailroadHarriet Tubman († 1913)

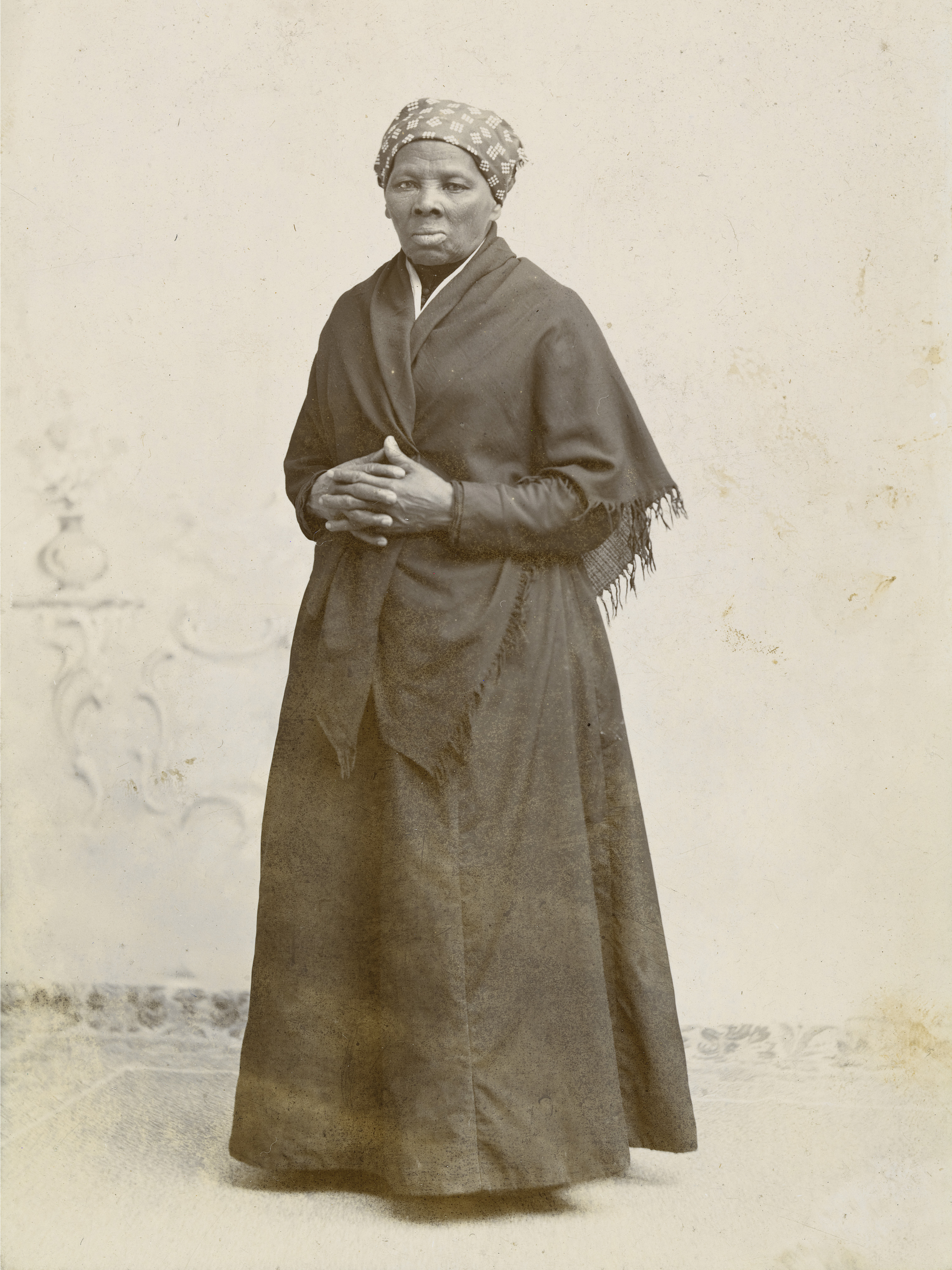
Harriet Tubman († 1913)

- Tubman, William S. (1895–1971), liberianischer Politiker, Präsident (1944–1971)
- Tubman, Winston (* 1941), liberianischer Politiker und Diplomat

### Tubo
- Tubobereni, Sandrah (* 1991), nigerianische Modedesignerin und Gründerin des Modelabels TUBO

### Tubr
- Tubridy, Michael (* 1935), irischer Flötenspieler

### Tubu
- Tubuly, Rida (* 1967), libysche Pharmakologin und Bürgerrechtsaktivistin
- Tubutis, Einaras (* 1998), litauischer Basketballspieler

### Tuby
- Tuby, Jean-Baptiste (1635–1700), französischer Bildhauer